# دودمان آرتسرونی
دودمان آرتسرونی، آردزرونی یا آرتسرونید (به ارمنی: Արծրունի) یک دولت شاهزاده‌نشین باستانی بود که سپس به دودمانی سلطنتی در ارمنستان بدل شد. 

## وجه تسمیه
نام آرتسرونی حاوی پسوند -uni است، که در نام‌های خانوادگی ارمنی قدیم رواج داشت.  مورخ نخست ارمنی، موسی خورناتسی این نام را از ریشهٔ آرتسوی (արծուի، artsui یا artsiv) به معنای عقاب باز می‌شناسد.  او اشاره می‌کند که آرتسرونی‌ها حمایلی با نقش عقاب‌ها را با خود حمل می‌کردند  و به افسانه‌ای از هاداماکرت (مرکز و زادگاه آرتسرونی‌ها در آقبک) اشاره می‌کند  که در آن پرنده‌ای از پسر خفته در برابر باران و خورشید محافظت می‌کند.  چنین برداشت می‌شود که این افسانه دربارهٔ جد آرتسرونی‌ها (به گفته مانوک آبقیان، ساناسار) است که در آن یک عقاب نقش محوری را بازی می‌کند.  جیمز راسل اشاره می‌کند که عقاب برای آرتسرونی‌ها حیوانی توتمی بود و نام این سلسله را با آرشیبینی در زبان اورارتویی مرتبط می‌شناسد؛  زیرا آرشیبینی به گواه منابع تاریخی، نام اسب پادشاه اورارتویی‌ها بود و ممکن است این واژه مرتبط با کلمهٔ آرتسوی در ارمنی بوده باشد.    بر این اساس، راسل پیشنهاد می‌کند که آرتسرونی‌ها ممکن است اجداد اورارتویی داشته باشند. 
هرچ مارتیروسیان می‌نویسد که این پیوند واژگان آرتسرونی با آرتسوی «تا آنجا که به بافت اسطوره‌ای [پیرامون دودمان آرتسرونی‌ها] مربوط می‌شود، خیلی جذاب است» اما بعید است که یک ریشه‌شناسی با واژگان واقعی بوده باشد. او در عوض پیشنهاد می‌کند که آرتسرونی نامی است که از نامی تأیید نشده برگرفته شده است؛ چنان‌که می‌بایست * Arcr-ēš به معنی «داشتن اسب‌های تندرو» باشد. 

## ریشه‌ها
آرتسرونی‌ها ادعا می‌کردند که از پادشاه آشور به نام سناخریب (حک. 705–681) نسب گرفته‌اند.  این ادعا مشابه ادعای باگراتونی مبنی برداشتن تبار داوودی و ادعای مامیکنیان مبنی برداشتن نسبی از نسل سلسله سلطنتی هان است و معمولاً به عنوان بخشی از تبارشناسی اساطیری تعبیر می‌شود. مورخ ارمنی، موسی خورناتسی، اولین کسی است که به این ادعا اشاره کرده است. این سنت احتمالاً پس از مسیحی شدن ارمنستان در اوایل قرن چهارم میلادی، در میان آن دودمان شکل گرفت و برگرفته از روایت کتاب مقدس است که طبق آن، پسران سناخریب، ادراملک و شریزر پس از قتل پدرشان به ارمنستان گریختند (اشعیا ۳۷:۳۸). خورناتسی می‌نویسد که اسکایوردی رهبر ارمنستان، یکی از شاهزادگان به نام ساناسار (معادل شخصیت شارزر در کتاب مقدس) را در کوه سیم (در منطقه ساسون) سکنی گزید و آرتسرونی‌ها و گنونی‌ها از نسل او برآمده اند. 
بر این اساس پیوند آرتسرونی او با آرشیبینی در زبان اورارتویی مد نظر راسل قرار می‌گیرد و او پیشنهاد می‌کند که آرتسرونی‌ها ممکن است اجداد اورارتویی داشته باشند.  ورژ واردانیان می‌نویسد که این دودمان کاملاً محلی و ارمنی بوده‌اند و در کتیبه‌های اورارتویی از آن‌ها به عنوان آرشونیونی یاد شده است.  و در آن زمان در جنوب شرقی دریاچه وان زندگی می‌کردند. 
به گفته سیریل تومانوف، نسب‌شناس و مورخ، و همچنین مورخ م. شاهین، دودمان آرتسرونی شاخه‌ای از اورونتی‌های پیشین بودند   تومانوف به پیروی از نیکلاس آدونتز و جوزف مارکوارت  پیشنهاد می‌کند که میتروبارزانس، نایب السلطنه تیگران کبیر در سوفن در سال ۶۹ قبل از میلاد ممکن است اولین عضو تأیید شده خاندان مذکور باشد؛  زیرا واژهٔ میثروبارزانس یا میثروبوزانس با کلمهٔ ارمنی م‍(ه‍)روژان که نام رایجی در بین اعضای سلسله آرتسرونی بود، مطابقت دارد. میثروبوزانس همچنین نام جانشین زریادرس، پادشاه سوفن در قرن دوم قبل از میلاد بود که گمان می‌رود اورونتیدی بوده است. مارکوارت، آدونتز و تومانوف این فرضیه را مطرح کردند که میثروبوزانس، نایب السلطنه تیگرانس، عضوی از شاخه اورونتی بود که بر سوفن به عنوان پادشاهی مستقل حکومت می‌کرد تا این که تیگرانس توانست سوفن را به ارمنستان بزرگ ضمیمه کند. گویا آرتسرونی‌ها به حکومت در منطقهٔ سوفن ادامه دادند و عنوان سلطنتی خود را رها کردند اما لقب بدشخ (بدخش، به معنی «نایب السلطنه» یا «مرزبان») را بر خود نهادند.  سپس، به گفته تومانوف، پس از پذیرش مسیحیت در ارمنستان، آرتسرونی‌ها با نسبت دادن خود به اسطوره‌ای که از کتاب مقدس برگرفته شده بود، ریشه‌های اورونتی خود را پنهان کردند. 

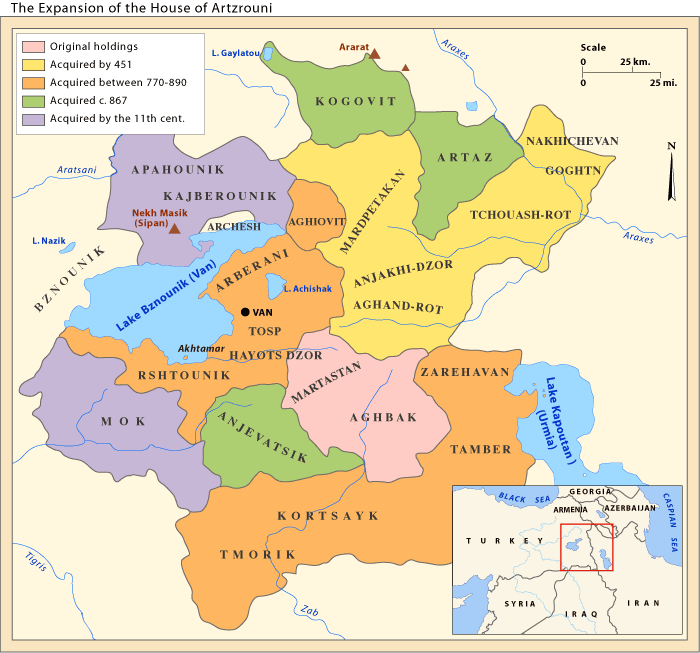
قلمرو دودمان آرتسرونی

## تاریخچه
در طول سلطنت سلسله اشکانیان بر ارمنستان، آرتسرونی‌ها بر املاک شاهزادگان آغبک بزرگ و کوچک در واسپوراکان (در اطراف باش‌قلعه امروزی در ترکیه)، در جنوب شرقی دریاچه وان، حکومت می‌کردند و به تدریج قلمرو اطراف را ضمیمه خود کردند.  در اواسط قرن چهارم میلادی این دودمان از حکومت خلع شد. چاوش زنده ماند و قدرت را بازیافت. در سال ۳۶۹ میلادی، حکومتی که توسط مروژان آرتسرونی رهبری می‌شد نیروهای ایرانی را به ارمنستان هدایت کرد و مسیحیت را با مزدیسنا جایگزین نمود  و ژنرال (سپاراپت) مامیکنیان را شکست داد. با این حال، تخت برگشت و پس از مدت کوتاهی مامیکنیان قدرت را بازیافت و مروژان را به قتل رسانید.

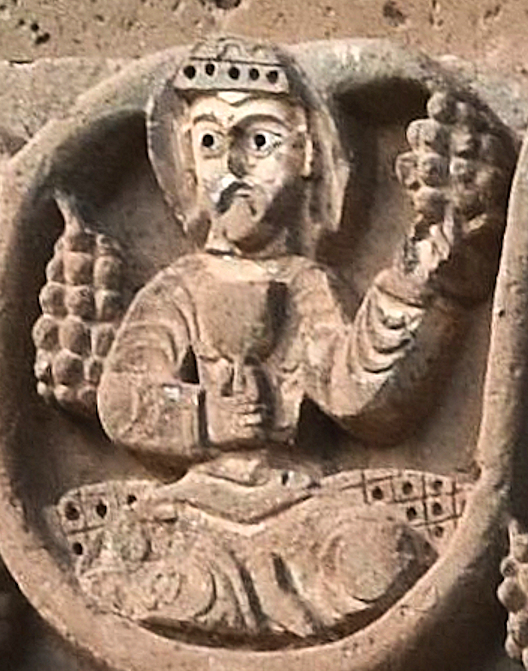
تصویر فرضی گاگیک اول آرتسرونی در نقش برجسته طومار تاک در نمای شرقی کلیسای صلیب مقدس (۹۱۵–۹۲۱)

در حدود سال ۷۷۲ میلادی آرتسرونی بر خاندان‌های آماتونی، رشتونی، ترونی داروینک (قبل از تصرف باگراتونی‌ها) ریاست یافت و بر مناطق ماکو، آرتاز، دره زاب بزرگ و رود وان حکومت می‌کرد. در همان قرن هشتم میلادی، سلسله باگراتی، پادشاهی ارمنستان را دوباره احیاء کرد و آرتسرونی‌ها «از قدرتمندترین دست‌نشاندگان و رقبای آن‌ها شدند».  زمانی که قلمرو ارمنستان تاریخی، حدود یک قرن بعد، توسط چندین زیرمجموعه (که هر یک توسط «شاهزاده‌های کوچکتر» اداره می‌شدند) جانشین شد، منطقه واسپوراکان تحت فرمانروایی آرتسرونی‌ها قرار گرفت و در سال ۹۰۸ میلادی حکومت جدید آرتسرونی تأسیس گشت و آنان از حمایت خلافت عباسیان برخوردار شدند.  بنابراین، خاچک-گاگیک دوم آرتسرونی اولین کسی از آرتسرونی‌ها بود که تحت فرمانروایی عباسیان بر واسپوراکان حکومت کرد. 
گاگیک اول واسپوراکان از سلسله باگراتونی تا زمان مرگش در سال ۹۳۶ یا ۹۴۳ میلادی، لقب «پادشاه ارمنستان» داشت.
در آغاز قرن یازدهم میلادی، آرتسرونی‌ها در کاپادوکیه به سمت غرب مستقر شدند و از مهاجمان شرقی عقب‌نشینی کردند. امپراتور بیزانس، باسیل دوم در سال ۱۰۲۱ میلادی شهرهای سباست، اِودوکیا، و احتمالاً آماسیا را به سنکریم-هوانس واسپوراکان بخشید.  او و ۱۴۰۰۰ نفر از نگهبانانش در تم سباستیا ساکن شدند و در عوض سراسر واسپوراکان به ایالتی از بیزانس تبدیل شد و تا سال ۱۰۷۱ میلادی، به مدت پنجاه سال، زیر نظر بیزانس اداره می‌شد.

## میراث فرهنگی
آرتسرونی‌ها حامیان هنر بودند؛ به گفته تومانوف، «آثار باشکوه معماری قرن دهم و نقاشی‌های دیواری و مینیاتوری به ویژه در کاخ و کلیسای آختامار» مشهود است. این دو بنا به دستور خاچیک گاگیک دوم ساخته شد.  در قرن نهم و دهم میلادی، یکی از اعضای این سلسله، تووما آرتسرونی، تاریخ خاندان آرتسرونی را نوشت. 

## در فرهنگ عامه
اومبرتو اکو در رمان خارق‌العاده‌اش بائودولینو، شخصیت آرتسرونی، نجیب‌زاده و کیمیاگر کیلیکیه را به قلم آورد.